# Konwój BTC-78
BTC-78 – konwój morski z okresu II wojny światowej transportujący alianckie zaopatrzenie wojenne z Milford Haven do Southend-on-Sea. Pomimo eskorty konwój stracił brytyjski statek handlowy SS „Oriskany”, który został storpedowany 24 lutego 1945 roku przez niemiecki okręt podwodny U-1208.

## Konwój i jego eskorta
W skład konwoju BTC-78 wchodziło dziewięć statków handlowych, w tym pochodzący z 1921 roku „Capitaine Paul Lemerle” o pojemności 4945 BRT, zbudowany w 1924 roku „Oriskany” o pojemności 1644 BRT); zbudowany w 1944 roku „Empire Labrador” (3539 BRT) i pochodzący z 1943 roku amerykański „Robert Y Hayne” (7176 BRT)  . Eskortę konwoju stanowiły początkowo trzy alianckie okręty: kanadyjska korweta HMCS „Algoma” (K127), brytyjski trałowiec HMS „Tadoussac” (J220) oraz kuter patrolowy typu Motor Launch ML-344  . 24 lutego do eskorty konwoju dołączyła druga kanadyjska korweta HMCS „Baddeck” (K147) .

## Przebieg operacji
Konwój rozpoczął swój rejs w piątek, 23 lutego 1945 roku, opuszczając Milford Haven i kierując się w stronę Southend-on-Sea . Statki płynęły w szyku składającym się z dwóch kolumn po pięć i cztery jednostki, z korwetą HMCS „Algoma” z przodu po prawej stronie, trałowcem HMS „Tadoussac” z przodu po lewej i kutrem ML-344 z tyłu konwoju . 24 lutego niemiecki U-Boot U-1208 zauważył jednostki pływające konwoju BTC-78, po czym wykonał atak torpedowy od strony lądu . Wystrzelona o godzinie 4:15 torpeda trafiła w statek komodora konwoju, brytyjski parowiec „Oriskany”, który zatonął z całą załogą na pozycji 50°05′N 5°51′W/50,083333 -5,850000 . Konwój wykonał awaryjny zwrot na prawą burtę pod eskortą HMS „Tadoussac”, podczas gdy ML-344 najpierw próbował bezskutecznie zlokalizować ocalałych rozbitków, a następnie dołączył do HMCS „Algoma” w celu poszukiwania napastnika, sporadycznie zrzucając bomby głębinowe . Gdy nad miejscem zatopienia „Oriskany” pojawiły się samoloty, obie jednostki eskortowe powróciły do konwoju, którego obrona została wzmocniona tego dnia przez korwetę HMCS „Baddeck” . Po utracie „Oriskany” konwój już bez przeszkód dotarł do Southend-on-Sea, osiągając port przeznaczenia w dniu 26 lutego  .

## Podsumowanie
Liczący dziewięć statków handlowych i trzy (później cztery) okręty eskorty konwój BTC-78 utracił jedną jednostkę o pojemności 1644 BRT – SS „Oriskany”, zatopiony przez U-1208. U-Boot po ataku wycofał się niezauważony nie odnosząc żadnych uszkodzeń, jednak jeszcze tego samego dnia został namierzony przez okręty 3. i 15. Grupy Eskortowej i zatopiony wraz z całą załogą .